# Ban Tam Yae
Ban Tam Yae (Thai: บ้านตำแย) ist ein archäologischer Fundplatz in der Provinz Nakhon Ratchasima in der Nordost-Region von Thailand, dem so genannten Isan.

## Lage und Grabungsgeschichte
Ban Tam Yae liegt in der Gegend von Phimai, einem der wichtigsten Zentren der Kultur der Khmer von Angkor im Nordosten von Thailand. Ausgrabungen erfolgten durch David J. Welch während der 1980er Jahre.

## Funde
Insgesamt konnte man neun Lagen mit archäologisch interessanten Funden freilegen, von denen die unterste Überreste von Bronze-Fertigung enthielt, während die Lage sieben die frühesten Hinweise auf die Verarbeitung von Eisen an diesem Ort aufwies. Überreste von Rindern und Schweinen wurden gefunden, die frühesten Knochen des Wasserbüffels stammen aus Lage vier. Obwohl man eine größere Anzahl an Tonwaren sichern konnte, gibt es keine Gräber. 
Die Tonwaren weisen Merkmale auf, die auf vier unterschiedliche Phasen der Herstellung hinweisen, u. a.:
- 1000 bis 600 v. Chr. (Phase Tam Yae)
- 600 bis 200 v. Chr. (prasat-Phase)
- 200 v. Chr. bis 300 (klassische Phimai-Phase)